# 休氏鸟蛤
休氏鸟蛤（学名：Vasticardium sewelli），是帘蛤目鸟尾蛤科的一种，舊屬糙鸟蛤属，今屬Vasticardium屬。主要分布于中国大陆，常栖息在水深53米。